# Пшитарня
Пшита́рня (пол. Przytarnia, кашуб. Przëtarniô, нем. Wildau) — село в Польше в гмине Карсин Косцежского повета Поморского воеводства.

## География
Село находится в 7 км от административного центра гмины села Карсин, 20 км от административного центра повета города Косцежина и 68 км от центра воеводства города Гданьск.

## История
До 1875 года село носило польское название Пшитарня, с 1876 года стало называться немецким название Валдау. Порсле Второй мировой войны селу было возвращено польское название.
C 1975 по 1998 год село входило в Гданьское воеводство.

## Известные жители и уроженцы
- Доманский, Болеслав (1872—1939) — польский общественный деятель.